# Procrateria
Procrateria é um gênero de traça pertencente à família Arctiidae.